# Jet (episodio de Avatar: la leyenda de Aang)
Jet es el décimo episodio de la primera temporada de la serie animada de televisión Avatar: La Leyenda de Aang.

## Sinopsis
Aang, Katara y Sokka están perdidos en el bosque, gracias a los instintos de Sokka. Aang y Katara comienzan a fastidiarlo. El grupo acaba encontrándose un campamento de la Nación del Fuego; allí son atacados por los Maestros Fuego del campamento. Es entonces cuando son rescatados por Jet, un joven guerrero, que posee una tribu de niños que viven en casas de árbol los cuales luchan para expulsar a la Nación del Fuego de un pueblo cercano del Reino Tierra. Katara inmediatamente se enamora de Jet, incluso le hace un gorro que termina en la cabeza de Aang.
Pero una mañana, con la compañía de Sokka, Jet y sus amigos roban a un anciano de la Nación del Fuego. Cuando Sokka trata de explicar a Aang y Katara lo que pasó en el bosque esa mañana, Jet les cuenta a Katara y Aang que el anciano tenía un cuchillo escondido, que el cuchillo estaba lleno de veneno y que el anciano estaba pensando en matarlo. Como evidencia, Jet saca el cuchillo, pero Sokka cree que ese cuchillo no era del anciano sino de Jet.
Jet envía a Aang y Katara a controlar agua subterránea proveniente de géisers hacia un riachuelo, diciéndoles que la Nación del Fuego está planeando quemar el bosque, y les dice que si ellos llenan el riachuelo podrán combatir el incendio. Aunque en realidad su plan es inundar el pueblo del Reino Tierra destruyendo la presa ahogando a todos sus habitantes inocentes y enemigos. Mientras tanto, Sokka espía a Jet y lo ve explicando sus planes al más joven de los miembros de la banda, "El Duque", cuando Pipsqueak y Smellerbee lo atrapan y lo llevan frente a Jet. Jet les dice que lo lleven al bosque, y le dice a Sokka que él creía que Sokka era el único que entedía "los sacrificios de la guerra".
El plan de Jet se lleva a cabo, pero Sokka saca a todos los ciudadanos del pueblo. Al lograr escapar de los dos miembros de la banda haciendo que caigan en dos trampas de cazadores. Al comienzo los ciudadanos no creyeron que Sokka este diciendo la verdad acerca de la inundación, pero el anciano que Jet atacó antes pidió que le creyeran, Y Sokka logra evacuar el pueblo. Cuando Katara y Aang descubren su plan, ella se pone triste, Aang empieza una batalla con el pero es derrotado, sin embargo Katara deja congelado a Jet en un árbol y lo dejan allí cuando Sokka vuelve. Sokka termina el episodio diciendo que probó que algunas veces sus instintos aciertan, pero acepta que también se puede equivocar cuando Aang le indica que está llevando a Appa al camino incorrecto (Al sur en vez de llevarlo al norte)
- Datos: Q12176769